# Heraldpetrell
Heraldpetrell (Pterodroma heraldica) är en fågel i familjen liror. Den förekommer normalt i tropiska Stilla havet, men har även noterats häcka på Round Island i Indiska oceanen.

## Utseende
Heraldpetrellen är en medelstor (35–39 cm) petrell som förekommer i tre olika morfer: en ljus, en mörk och en intermediär. Fågeln är mycket lik trindadepetrellen (som den tidigare behandlades som en del av) och delar den diagnostiska vita fläcken vid handpennornas bas på undersidan av vingen. Den mörka morfen är i stort sett identiskt med mörk morf av trindadepetrellen, liksom med hendersonpetrellen. Ljusare morfer är dock blekare i ansiktet, mer blågrå ovan samt har bleka undre stjärttäckare med fina grå eller gråbruna fläckar.

## Utbredning och systematik
Fågeln häckar i tropiska Stilla havet, från Raine Island, Tonga och Franska Polynesien till Påskön. Den har även påträffats i Indiska oceanen, på Round Island i Mauritius, där den samhäckar med trindadepetrellen och kermadecpetrellen. Utanför häckningstid är kunskapen om dess pelagiska utbredning ofullständig även om den förekommer regelbundet i centrala Stilla havet. Tillfälligt har den påträffats så långt norrut som till Hawaiiöarna. 
Tidigare betraktades den som en underart till den i Atlanten förekommande trindadepetrellen (P. arminjoniana) och vissa gör det fortfarande.

## Levnadssätt
Heraldpetrellen lever i stor utsträckning ett pelagiskt liv och kommer till land endast för att häcka. Inget är känt om födan annat än att den har noterats ta bläckfisk. Häckningskolonierna är löst formade, med bon placerade i klippskrevor eller på marken upp till 1000 meters höjd.

## Status och hot
Arten har ett stort utbredningsområde och en stor population, men tros minska i antal till följd av predation från invasiva arter, dock inte tillräckligt kraftigt för att den ska betraktas som hotad. Internationella naturvårdsunionen IUCN kategoriserar därför arten som livskraftig (LC). Världspopulationen uppskattades 2004 till cirka 150.000 individer.

## Namn
Fågeln är uppkallad efter brittiska krigsfartyget HMS Herald som navigerade i Stilla havet 1852-1863 och som Osbert Salvin som beskrev arten färdades med.